# Waco, Georgia
Waco är en ort (city) i Haralson County i delstaten Georgia i USA. Orten hade 536 invånare, på en yta av 4,75 km² (2020). Waco ligger nära gränsen till Alabama.